# Даева къща
Даевата къща (на гръцки: Οικία Νταή) е неокласическа къща в град Костур, Гърция.
Къщата е разположена на улица „Христопулос“ № 53 в традиционната северна махала на града Позери (Апозари), близо до езерото. Построена е в 1926 - 1930 година от известния архитект калфа Константинос Вафиадис и една от най-красивите неокласически къщи в града. Отличителна черта на неокласическата сграда е бледо синята боя, преобладаваща в повечето от външните стени на сградата, редувайки се с бели колони. На южната страна къщата е заобиколена от двор. От източната страна на втория етаж се простира красива тераса, атриум, която е интегрирана с хола и трапезарията със сгъваеми стъклени врати. Над слънчевия покрив е оформена веранда за горния етаж.